# (34583) 2000 SN351
2000 SN351 (asteroide 34583) é um asteroide da cintura principal. Possui uma excentricidade de 0.15806100 e uma inclinação de 14.67778º.
Este asteroide foi descoberto no dia 29 de setembro de 2000 por LONEOS em Anderson Mesa.